# Grimault
Grimault település Franciaországban, Yonne megyében. Lakosainak száma 111 fő (2022. január 1.). Grimault Noyers, Jouancy, Joux-la-Ville, Massangis, Nitry és Sarry községekkel határos.

## Népesség
A település népességének változása:
| Lakosok száma | 123  | 124  | 120  | 118  | 116  | 114  | 112  | 111  |
|               | 2013 | 2015 | 2017 | 2018 | 2019 | 2020 | 2021 | 2022 |